# Skudne
Skudne (ukr. Скудне) – wieś na Ukrainie, w obwodzie donieckim, w rejonie wołnowaskim, w hromadzie Komar. W 2001 liczyła 96 mieszkańców.